# Марк Хименес
Марк Хименес (на английски: Mark Gimenez) е американски адвокат и писател на произведения в жанра съдебен трилър.

## Биография и творчество
Марк Хименес е роден в Ла Марк, Тексас, САЩ. Следва политически науки в Югозападния държавен университет на Тексас в Сан Маркос, Тексас, и получава през 1976 г. бакалавърска степен с отличие. След това следва в Юридическия факултет на университета „Нотр Дам“ в Индиана, който завършва през 1980 г. с диплома по право с отличие (magna cum laude).
След дипломирането си работи като адвокат в голямата адвокатска кантора Shank, Irwin & Conant в Далас и с течение на времето става съдружник в нея. След 10 години напуска и основава собствена адвокатска кантора. Заедно с работата си започва да пише романи.
Първият му роман „Цветът на закона“ от поредицата „Скот Фени“ е издаден през 2005 г. В историята главният герой, прочутият тексаски адвокат Скот Фени, е определен да защитава чернокожа проститутка, обвинена в убийството на сина на влиятелен политик. Той се заема самоотвержено със защитата, но заради това професионалният му и семеен живот се разпадат. Романът става бестселър в списъка на „Ню Йорк Таймс“ и го прави известен.
Следващите му романи затвърждават реномето му и го нареждат до най-добрите в жанра – Джон Гришам и Скот Търоу.
Произведенията на писателя са преведени на 15 езика по света.
Марк Хименес живее със семейството си във Форт Уърт, Тексас.

## Произведения

### Самостоятелни романи
- Saving Grace (2007) – издаден и като The Abduction[1][2][3]
Отвличането, изд.: ИК „Обсидиан“, София (2007), прев. Екатерина Йорданова
- The Perk (2008)
Всички екстри, изд.: ИК „Обсидиан“, София (2008), прев. Екатерина Йорданова
- The Common Lawyer (2009)
Най-важният клиент, изд.: ИК „Обсидиан“, София (2009), изд.: „СББ Медия“, София (2015), прев. Тодор Стоянов
- The Governor's Wife (2011)
- The Case Against William (2014)

### Поредица „Скот Фени“ (Scott Fenney)
1. The Color of Law (2005)[1][2][3]
Цветът на закона, изд.: ИК „Обсидиан“, София (2006), изд.: „СББ Медия“, София (2014), прев. Веселин Лаптев
2. Accused (2010)
Обвинена в убийство, изд.: ИК „Обсидиан“, София (2010), прев. Боян Дамянов
3. The Absence of Guilt (2016)
4. Tribes (2020)

### Поредица „Джон Букман“ (John Bookman)
1. Con Law (2013)[1][2]
Тексаска история, изд.: ИК „Обсидиан“, София (2014), прев. Любомир Николов – Нарви
2. End of Days (2017)

### Детска литература
- Parts & Labor: The Adventures of Max Dugan (2011)[1]